# ヴァルター・ゼーマン
ヴァルター・ゼーマン（Walter Zeman、1927年5月1日 - 1991年8月8日）はオーストリア出身の同国代表サッカー選手。ポジションはゴールキーパー。1920年代から現在まで続くオーストリアの名GKの伝統を受け継ぎ、1953年にはFIFA世界選抜チームにも選出された名GK。
1940年代から1960年代までSKラピード・ウィーン等各オーストリア・ブンデスリーガのクラブでプレー。多くの国内タイトルのみではなく、ミトローパ・カップでの優勝、UEFAチャンピオンズカップ準決勝進出などを果たしている。当時のGKとしては珍しく足下のプレーにも優れており、抜群のリーダーシップで守備をオーガナイズするなど「近代的なGK」として高く評価される。1951年から1953年まで3年連続でオーストリア最優秀選手に選出される。
第2次世界大戦後に復活したオーストリア代表の初代守護神となり、戦後の初戦ではフランスを4‐1のスコアで撃破している。1954年FIFAワールドカップ・スイス大会の予選では全試合に出場し、チームもポルトガルを9‐1で破るなどの圧倒的な強さを見せ本大会出場権を得るものの、膝の怪我により本大会には間に合わなかった。しかしゼーマンの代わりに出場していたGKが準決勝に病気で出場できなくなり、怪我が完治しないままゼーマンが試合に出場。しかし後に優勝する西ドイツに敗れ、ゼーマンもこの大会以降代表から引退する。
引退後は長年に渡りSKラピード・ウィーンの育成部門でコーチを務めていた。

## 獲得したタイトル
- 1954年FIFAワールドカップ・スイス大会3位
- ミトローパ・カップ優勝1回　（1951）
- オーストリア・ブンデスリーガ優勝8回　（1946,1948,1951,1952,1954,1956,1957,1960）
- オーストリア・カップ優勝1回　（1946）